# Águilas de Carrillo
Las Águilas de Carrillo F.C. es un equipo de fútbol de la localidad de Carrillo en la provincia de Guanacaste, Costa Rica.

## Historia
El equipo participa en la Primera División de LINAFA (que es la Tercera División del balompié costarricense) desde la temporada 2020-2021, a partir de entonces ha tratado de alcanzar el ascenso a la Segunda División, sin embargo aún no se ha logrado dicho objetivo.
Para la Temporada 2023-2024 el equipo alcanza las semifinales en ambos torneos tanto Apertura 2023 como el Clausura 2024, en el Apertura 2023, llega a semifinales donde pierde la serie ante el conjunto del Deportivo Upala en el global 5 a 4, luego en el Clausura 2024, vuelve a llegar hasta semifinales pero cae derrotado por el conjunto de A.D. Rosario en el global 3 a 2.
Para el Apertura 2024, llega a la Final del certamen ante el conjunto de A.D. Rosario, y termina cayendo en el global por 3 a 1, tras perder la ida por la mínima 1 por 0 en el Estadio Jorge "Palmareño" Solís, en la vuelta en el Estadio Edgardo Baltodano también cae derrotado ante los naranjeños 2 por 1.

## Cambio de Nombre y de localidad
En julio de 2025 el equipo decide trasladarse a la comunidad de Carrillo en la provincia de Guanacaste, tras el poco apoyo en la ciudad de Liberia. Ante esto deciden cambiar su nombre por el de Águilas de Carrillo.

## Torneo de Copa 2024
En julio de 2024, se dio a conocer que el cuadro de Águila F.C. estará presente en el Torneo de copa 2024-2025 organizado por la UNAFUT, junto con el equipo de A.D. Rosario como los dos representantes de LINAFA. El conjunto guanacasteco debutará en esta Copa por primera vez en su historia y lo hará en la Fase Preliminar ante el conjunto de A.D. Sarchí de la Liga Transcomer de Ascenso el 28 de julio en único partido a disputarse en el Estadio Ernesto Rohrmoser de Pavas.
En un gran juego los liberianos se repusieron de un 2-0 ante Sarchí, y con doblete del jugador Adrián Villareal a los minutos 78 y 80 terminaron igualando 2-2 ante los sarchiseños y obligar a los lanzamientos desde el punto de penal, donde con gran actuación de su arquero, Iván Acuña, le detuvo los tres lanzamientos a los de Sarchí y lograron clasificarse a la siguiente ronda del Torneo de Copa, donde enfrentarán ahora al Municipal Liberia.
En su siguiente compromiso en la fase de dieciseisavos de Final ante el Municipal Liberia el 6 de agosto en el Estadio Edgardo Baltodano de Liberia, el cuadro del Águila comenzó ganando 2 por 0 hasta el minuto 61 gracias a los tantos de Eliécer Calvo y Dario Coronado, pero los liberianos se repusieron y con goles de José Matarrita al 61, Jurguen Montenegro de penal al 71 y Diego Madrigal al minuto 93 le dio la victoria a los del Municipal Liberia.

## Jugadores
Plantilla Torneo 2024-2025
- = Lesionado de larga duración
- = Capitán